# Long Live (Atreyu)
Long Live è il sesto album in studio degli Atreyu, pubblicato il 18 settembre 2015 dalla Spinefarm Records. È il primo album che la band pubblica dopo la riunione annunciata nel 2014; l'album precedente, Congregation of the Damned, era uscito nel 2009.

## Tracce
1. Long Live – 3:29
2. Live to Labor – 3:14
3. I Would Kill/Lie/Die (For You) – 4:11
4. Cut Off the Head – 5:00
5. A Bitter Broken Memory – 3:58
6. Do You Know Who You Are? – 3:51
7. Revival – 1:42
8. Heartbeats and Flatlines – 3:40
9. Brass Balls – 3:28
10. Moments Before Dawn – 5:25
11. Start to Break – 4:41
12. Reckless – 4:31
13. So Others May Live – 4:19

## Formazione
- Alex Varkatzas – voce
- Dan Jacobs – chitarra, cori
- Travis Miguel – chitarra
- Marc McKnight – basso, cori
- Brandon Saller – batteria, voce